# Euphorbia colliculina
Euphorbia colliculina ist eine Pflanzenart aus der Gattung Wolfsmilch (Euphorbia) in der Familie der Wolfsmilchgewächse (Euphorbiaceae).

## Beschreibung
Die sukkulente Euphorbia colliculina bildet kleine Sträucher mit einer knolligen Wurzel aus. Aus der Wurzel entwickelt sich ein unterirdischer Spross, der in einen oberirdischen Körper übergeht, der bis 15 Zentimeter Durchmesser erreicht. Es werden viele Zweige um das mittige und mit Warzen besetzte Vegetationszentrum ausgebildet, die aufrecht-ausgebreitet stehen und bis 25 Zentimeter im Durchmesser groß werden. Die einzelnen Zweige werden 3 bis 12 Zentimeter lang und bis 7 Millimeter dick. Sie sind durch wenig hervortretende und verlängerte Warzen gemustert. Es werden Blätter bis 1,5 Millimeter Länge ausgebildet.
Der Blütenstand besteht aus einzelnen Cyathien, die an den Spitzen der Zweige in Büscheln stehen. Sie werden bis 5 Millimeter groß und stehen an teilweise langlebigen und bis 2 Millimeter langen Stielen. Es werden drei bis fünf Tragblätter ausgebildet. Die elliptischen Nektardrüsen stehen einzeln und sind entweder ganzrandig oder sehr klein ausgenommen. Die stumpf gelappte Frucht wird etwa 7 Millimeter groß und ist sitzend. Sie enthält den konischen Samen, der 4,5 Millimeter lang und 2,5 Millimeter breit wird.

## Verbreitung und Systematik
Euphorbia colliculina ist in der südafrikanischen Provinz Westkap auf Hügeln mit Kalkgestein verbreitet. Die Art steht auf der Roten Liste der gefährdeten Arten Südafrikas und gilt als stark gefährdet (Endangered). 
Die Erstbeschreibung der Art erfolgte 1941 durch Alain Campbell White, Robert Allen Dyer und Boyd Lincoln Sloane.